# Assédio (série)
Assédio é uma série de televisão brasileira produzida por Estúdios Globo e O2 Filmes e exibida originalmente pelo serviço de streaming Globoplay. Foi disponibilizada em 21 de setembro de 2018 na plataforma com 10 episódios. De autoria de Maria Camargo, teve roteiros de Bianca Ramoneda, Fernando Rebello e Pedro de Barros, direção de Guto Arruda Botelho e Joana Jabace, direção geral de Joana Jabace e direção artística de Amora Mautner. A obra apresenta a trajetória do ex-médico Roger Abdelmassih, especialista em reprodução humana condenado por delitos de abuso sexual a suas pacientes, livremente inspirada no livro A Clínica: A Farsa e os Crimes de Roger Abdelmassih, do jornalista Vicente Vilardaga.

## Enredo
Roger Sadala (Antonio Calloni) é um médico renomado na área de fertilização humana e respeitado publicamente, que esconde uma outra face sombria por trás da falsa integridade. Quando sua recepcionista Daiane (Jéssica Ellen) quebra o silêncio e o denuncia por assédio, diversas outras vítimas se juntam à ela com histórias semelhantes, que vão até o abuso sexual. Quem dá voz às vitimas é a jornalista Mira (Elisa Volpatto), que compila as histórias contadas a cada episódio por outras mulheres: Stela (Adriana Esteves), Eugênia (Paula Possani), Maria José (Hermila Guedes) e Vera (Fernanda D'Umbra).
A história impacta não só a carreira do médico, como também sua família: sua esposa Glória (Mariana Lima), sua mãe Olímpia (Juliana Carneiro da Cunha) e os filhos Clarice (Sílvia Lourenço), Leila (Sabrina Greve), Tamires (Bianca Müller) e Henrique (Gabriel Muglia), que sempre desconfiaram das traições de Roger, mas nunca imaginaram que ele estuprava suas pacientes, abandonando-o ao descobrir sua monstruosa vida dupla. Enquanto isso Carolina (Paolla Oliveira), com quem o médico tem um caso, é a única a ficar do lado dele.

## Exibição
Assédio teve sua primeira temporada disponibilizada no Globoplay no dia 21 de setembro de 2018. Em 15 de outubro, a Rede Globo promoveu uma exibição especial do primeiro episódio como parte de divulgação da produção e da plataforma online, tal qual fez com a série The Good Doctor onde os dois primeiros episódios viraram o telefilme The Good Doctor: O Bom Doutor, exibindo na faixa de exibição da Tela Quente. A transmissão foi realizada sem intervalos comerciais. A série foi exibida pela Rede Globo entre 3 de maio e 5 de julho de 2019, às sextas-feiras após o Globo Repórter.

### Exibição Internacional
No mercado latino, estreou na Argentina através do canal Telefe, com o título Acoso, em 1° de janeiro de 2020 no horario das 23:00hs de Segunda a Sexta.  Nesse mesmo ano, a série também chegou à Colômbia pelo Canal 1 no dia 5 de outubro às 22:30 horas. A série foi estreada por Teledoce no Uruguai no dia 5 de abril de 2021 às 23:30 horas de Segunda a Quinta, antes da reprise de Verdades Secretas.

## Elenco
| Intérprete                | Personagem          |
| ------------------------- | ------------------- |
| Antonio Calloni           | Dr. Roger Sadala    |
| Elisa Volpatto            | Mira Simões         |
| Adriana Esteves           | Stela Nascimento    |
| Jéssica Ellen             | Daiane de Palma     |
| Hermila Guedes            | Maria José          |
| Paula Possani             | Eugênia Constantino |
| Fernanda D'umbra          | Vera                |
| Paolla Oliveira           | Carolina Malfatti   |
| Mariana Lima              | Glória Sadala       |
| Sílvia Lourenço           | Clarice Sadala      |
| Juliana Carneiro da Cunha | Olímpia Sadala      |
| Bianca Müller             | Tamires Sadala      |
| Gabriel Muglia            | Henrique Sadala     |

### Participações especiais
| Intérprete            | Personagem             |
| --------------------- | ---------------------- |
| João Miguel           | Odair José Miranda     |
| Jarbas Homem de Mello | Werther                |
| Denise Weinberg       | Julieta Nascimento     |
| Pedro Nercessian      | Pedro Paulo            |
| Luana Tanaka          | Duda                   |
| Noemi Marinho         | Abigail                |
| Monica Iozzi          | Carmen                 |
| Gabriel Godoy         | Leandro                |
| Vera Fischer          | Haydée                 |
| Sabrina Greve         | Leila                  |
| Bete Coelho           | Suzana Almendra        |
| Bárbara Paz           | Lorena                 |
| Felipe Camargo        | Ronaldo Constantino    |
| Celso Frateschi       | Milton                 |
| Paulo Miklos          | Artur Castelo          |
| Dani Ornellas         | Niara Flores           |
| Susana Ribeiro        | Irene Navarro de Mello |
| Theo Werneck          | Francisco Navas        |
| Marco Antônio Pâmio   | Neville                |
| Leonardo Netto        | Homero                 |
| Beatriz Damini        | Maria Antônia          |
| Kiko Vianello         | Emir Jarouche          |
| Simone Iliescu        | Elisa                  |
| Séfora Rangel         | Socorro                |
| Aury Porto            | Rubinho                |
| Wanderlucy Bezerra    | Lurdinha               |
| Elvis Chelton         | Domênico               |
| Mariana Leme          | Ingrid                 |
| Daniel Granieri       | Alan                   |
| Ricardo Ripa          | Evandro Loyola         |
| Henrique Schäffer     | Oswaldo Badin          |

## Episódios[12]
| N.º | Título         | Lançamento             |
| --- | -------------- | ---------------------- |
| 1 | "Stela"        | 21 de setembro de 2018 |
| Roger promove uma festa para celebrar seu sucesso como um dos maiores médicos de reprodução assistida do país. Ali mesmo, contudo, há pessoas que pretendem acabar com o festejo. |                |                        |
| 2 | "Eugênia"      | 21 de setembro de 2018 |
| O caráter de Roger é duvidoso não só entre suas pacientes. Enquanto Stela vê o sonho de ser mãe acabar, Glória, esposa do médico, descobre mais uma traição.                      |                |                        |
| 3 | "Maria José"   | 21 de setembro de 2018 |
| Eugênia é vítima de Roger, conta ao marido e eles registram uma denúncia no cartório. Sem conhecer a história, Mira tenta investigar o médico, mas não tem provas.                |                |                        |
| 4 | "Vera"         | 21 de setembro de 2018 |
| Stela atenta contra a própria vida. Eugênia duvida que o marido seja o pai de seu bebê. Glória descobre um câncer. Mira ainda não tem provas contra Roger.                        |                |                        |
| 5 | "Daiane"       | 21 de setembro de 2018 |
| Maria José é mais uma vítima de Roger, que inicia um caso com Carolina. Glória descobre a traição. Tamires, sua filha, e Mira acham uma comunidade com acusações contra o médico. |                |                        |
| 6 | "Eva"          | 21 de setembro de 2018 |
| Os filhos vão à festa de Roger incomodados com as acusações contra o pai. Mira e Stela se conhecem e a jornalista percebe que foi ela quem fez as denúncias contra o médico.      |                |                        |
| 7 | "As Vozes"     | 21 de setembro de 2018 |
| Glória vê a doença avançar e Mira convence Stela a depor. Daiane é outra vítima de Roger. Carolina abandona o marido.                                                             |                |                        |
| 8 | "O Processo"   | 21 de setembro de 2018 |
| Com a ajuda de Mira, o Ministério Público abre um inquérito policial e Roger é intimado. A história vai parar nos jornais. O médico perde o apoio dos filhos                      |                |                        |
| 9 | "O Julgamento" | 21 de setembro de 2018 |
| O registro de Roger é cassado e ele tem o julgamento marcado. Carolina fica ao lado do médico.                                                                                    |                |                        |
| 10 | "A Busca"      | 21 de setembro de 2018 |
| O Ministério Público interroga a família de Roger. Mira, com a ajuda de Pedro Paulo, Navas e das vítimas, localiza Roger no Paraguai.                                             |                |                        |

## Repercussão

### Audiência na Rede Globo
Com a exibição do promocional de estreia da série dentro da Tela Quente em 15 de outubro de 2018, rendeu 24,9 pontos, a maior pontuação de todos os programas exibidos após as novelas das 9.
Já a transmissão do primeiro episódio em 3 de maio de 2019, registrou 13,7 pontos, não alterando a audiência do horário.

## Prêmios e indicações
| Ano  | Prêmio          | Categoria      | Indicado        | Resultado | Ref           |
| ---- | --------------- | -------------- | --------------- | --------- | ------------- |
| 2018 | Troféu APCA     | Dramaturgia    | Dramaturgia     | Indicado  | [ 14 ] [ 15 ] |
| 2018 | Troféu APCA     | Melhor Ator    | Antonio Calloni | Indicado  | [ 14 ] [ 15 ] |
| 2018 | Troféu APCA     | Melhor Diretor | Amora Mautner   | Venceu    | [ 14 ] [ 15 ] |
| 2018 | Troféu APCA     | Melhor Atriz   | Adriana Esteves | Indicado  | [ 14 ] [ 15 ] |
| 2019 | Melhores do Ano | Ator de Série  | Antonio Calloni | Indicado  | [ 16 ]        |
| 2019 | Melhores do Ano | Atriz de Série | Adriana Esteves | Venceu    | [ 16 ]        |